# هارون إل. فورد
هارون إل. فورد (بالإنجليزية: Aaron L. Ford)‏ هو محامي وسياسي أمريكي، ولد في 21 ديسمبر 1903، وتوفي في 8 يوليو 1983 في جاكسون في الولايات المتحدة. حزبياً، نشط في الحزب الديمقراطي. وقد انتخب عضو مجلس النواب الأمريكي.